# Malte Ramel (1747–1824)

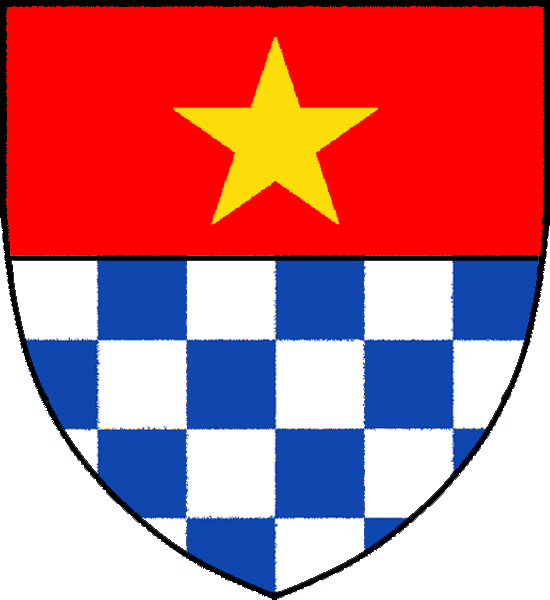
Vapensköld för svenska adelsätten Ramel.

Malte Ramel, född 27 maj 1747, död 31 januari 1824 på Övedskloster, var en svensk hovkansler, riksråd och ledamot av Svenska Akademien 1797–1824. Han var son till Hans Ramel.

## Biografi
Efter att ha studerat i Uppsala 1757–1766 tjänstgjorde han vid Kanslikollegium och befordrades 1770 till kommissionssekreterare vid beskickningen i Paris under svenske ambassadören Gustaf Filip Creutz. Åren 1778–1780 var Ramel svensk minister i Madrid, 1782 blev han hovkansler och 1786 utnämndes han till riksråd. Han åtnjöt Gustav III:s stora förtroende. Från 1797 innehade han stol 14 i Svenska akademien, vars instiftande han som hovkansler kontrasignerat. Men han inträdde inte i akademien förrän 1802, möjligtvis med respekt för sin företrädare Gustaf Mauritz Armfelt som blivit utesluten. Han talade vid det tillfället om Gustav I:s, Gustav II Adolfs och Karl X Gustavs förtjänster om det svenska språket. Han var 1782–83 preses i Samfundet Pro Fide et Christianismo. År 1803 blev Ramel informator för kronprinsen. Efter statskuppen 1809 drog han sig tillbaka från det offentliga livet. Ramel är begravd på Öveds kyrkogård.